# Horologica lizardensis
Horologica lizardensis is een slakkensoort uit de familie van de Cerithiopsidae. De wetenschappelijke naam van de soort is voor het eerst geldig gepubliceerd in 1998 door Nützel.